# Transferencia bancaria
La transferencia bancaria (transferencia por cable, telegiro o transferencia de crédito) es un método de transferencia electrónica de fondos de una persona o entidad a otra. Una transferencia bancaria puede hacerse a partir de una cuenta bancaria a otra cuenta bancaria, o a través de una transferencia de dinero en efectivo en una oficina de caja.
Diferentes sistemas y operadores de transferencias electrónicas proporcionan una variedad de opciones relativas a la inmediatez y la firmeza de la liquidación y el costo, el valor y volumen de las transacciones. Los sistemas de transferencia electrónica de los bancos centrales, como el sistema FedWire de la Reserva Federal en los Estados Unidos tienden a ser sistemas de liquidación bruta en tiempo real (LBTR). Los Sistemas LBTR proporcionan la disponibilidad más rápida de los fondos, ya que proporcionan inmediatez "en tiempo real" y liquidación final "irrevocable" mediante la publicación de la entrada completa frente a las cuentas electrónicas del operador de sistemas de transferencia electrónica. Otros sistemas como el CHIPS proporcionan liquidación neta sobre una base periódica. Los sistemas de liquidación más inmediatas tienden a procesar un mayor valor monetario de transacciones en tiempo crítico, tienen altos costos de transacción, y un menor volumen de pagos. Un proceso de solución más rápido permite menos tiempo para las fluctuaciones monetarias mientras el dinero está en tránsito.

## Características
La transferencia bancaria es un modo de mover dinero, que se lleva a cabo empleando entidades de crédito, como los bancos:
- Se hacen entre cuentas de una misma persona física o jurídica en un mismo banco o también en diferentes bancos en diferentes países o entre cuentas de diferentes titulares.
- Normalmente si las dos cuentas están en el mismo banco y son de la misma persona, se llama traspaso y no se suele cobrar comisión. A veces aun estando en el mismo banco, se cobra comisión por estar la cuenta de destino en otro lugar (otra ciudad o barrio) o pertenecer a una persona distinta.
- También puede suceder que se desconozca el número de la cuenta de destino de la transferencia. Esto no impide que la transferencia se pueda realizar, pues normalmente el banco de destino se encargará de buscarla, pero esto puede suponer que las comisiones que se cobren sean mayores.[cita requerida]

### Sujetos que intervienen
Interviene una pluralidad de instituciones así como personas naturales, lo que hace que en algunos casos sea muy difícil de regular jurídicamente los vínculos o conexiones que entre ellos se crean. Algunos de ellos son:
- La banca, así como los bancos centrales.
- Empresas administradoras de los cajeros automáticos, TPV u otros sistemas.
- Empresas prestadoras de servicios de transferencia electrónica de fondos.
- Empresas que proveen medios de comunicación para el transporte de señales entre terminales, computadoras de bancos y las computadoras centrales.
- Institución financiera que efectúa el clearing  entre las entidades que participan del sistema.
- Comerciantes que reciben el pago del público a través de los TPV.
- Entidades de intermediación financieras que emiten las tarjetas de pago.[1][cita requerida]

## Proceso
Las transferencias bancarias por cable son a menudo el método más barato para la transferencia de fondos entre cuentas bancarias. Una transferencia bancaria se efectúa de la siguiente manera:
- La entidad que desee hacer una transferencia se aproxima a un banco y da al banco la orden de transferir una cierta cantidad de dinero. Se dan códigos IBAN y BIC, así que el banco sabe dónde se necesita enviar el dinero.
- El banco emisor transmite un mensaje a través de un sistema seguro (por ejemplo, SWIFT o Fedwire) al banco receptor, solicitando que se efectúe el pago de acuerdo con las instrucciones dadas.
- El mensaje también incluye instrucciones de liquidación. La transferencia real no es instantánea: los fondos pueden tardar varias horas o incluso días para pasar de la cuenta del remitente a la cuenta del receptor.
- Cualquiera de los bancos involucrados debe ser titular de una cuenta recíproca entre sí, o el pago deben ser enviados a un banco con una cuenta de este tipo, un banco corresponsal, para mayor beneficio del destinatario final.

Los bancos cobran el pago por el servicio del remitente, así como del destinatario. El banco emisor normalmente cobra una tarifa por separado de los fondos que se transfieren, mientras que el banco receptor y bancos intermediarios a través del cual viaja la transferencia deducen comisiones del dinero que se transfieren de manera que el destinatario recibe menos de lo que el emisor envía.

## Regulación y precios
Desde 2009, el Reglamento de la Unión Europea N.º 924/2009 controla los pagos transfronterizos en la Unión Europea. En el artículo 1 (vid, Ref.4) de la nueva regulación establece que una transferencia IBAN/BIC dentro de los Zona Única de Pagos en Euros (SEPA) no puede costar más que una transferencia nacional, no importa qué moneda se utiliza. El banco receptor puede cobrar por el intercambio de moneda local.
Antes de esto, en 2002 la Unión Europea relegó la regulación de honorarios de un banco puede cobrar los pagos en euros entre los Estados miembros de la Unión Europea hasta el nivel nacional, resultando en muy bajas comisiones (o sin) por transferencias electrónicas dentro de la zona euro. En 2005, Islandia, Liechtenstein y Noruega se unieron a la regulación de la UE sobre las transferencias electrónicas. Sin embargo, esta norma fue sustituida por la Zona Única de Pagos en Euros (SEPA), que consiste en 32 países europeos.
En Estados Unidos, las transferencias electrónicas nacionales se rigen por el Reglamento Federal J y por el artículo 4A del Código Uniforme de Comercio.
Las transferencias electrónicas de los Estados Unidos pueden ser costosas, por ejemplo, a partir de noviembre de 2011, el Bank of America empezó a cobrar $25 para enviar una transferencia y $12 para recibir una dentro de los Estados Unidos. Para transferencias internacionales, cobra $35~$45 de salida, $16 entrante. Sin embargo, las tarifas pueden variar de un banco a otro. Las cooperativas de crédito cobran un poco menos. Por ejemplo, Delta Community Credit Union tiene una tasa de salida de $20 para las transferencias internas, y distintas tasas para transferencias internacionales. Sin embargo, ellos no tienen un honorario de transferencia entrante. Las transferencias ACH son mucho menos costosas, o incluso de forma gratuita como parte de los paquetes de banca en línea.

## Métodos

### Transferencias al por menor
Una de las mayores empresas que ofrecen transferencia electrónica es Western Union, que permite a los individuos transferir o recibir dinero sin una cuenta con Western Union o cualquier institución financiera. La preocupación y controversia acerca de las transferencias Western Union han aumentado en los últimos años, debido al aumento de la vigilancia de las transacciones de blanqueo de dinero, así como la preocupación que grupos terroristas utilicen el servicio, sobre todo a raíz del atentado del 11 de septiembre de 2001. Aunque Western Union mantiene información sobre los emisores y receptores, algunas transacciones pueden realizarse esencialmente de forma anónima, porque no siempre se requiere que el receptor muestre una identificación.
Hay otras compañías en este mercado, como ACE Money Transfer, RIA Financial Services, MoneyGram y VFX Financial PLC y Small World (ambos con sede en Europa), así como Azimo, Dwolla, TransferGo y TransferWise.
Otra opción para la transferencia de dinero internacional de los consumidores y las empresas es utilizar casas de corredores de bolsa especializadas para sus necesidades de transferencia de dinero internacional. Muchas de estas casas especializadas pueden transferir dinero con un mejor intercambio de tasas en comparación con los bancos, lo que se ahorra hasta un 4%. Estos proveedores pueden ofrecer una gama de productos de cambio de divisas como Contratos al contado, Contratos a plazo y Órdenes de límite. Sin embargo, no todos estos proveedores están regulados por organismos gubernamentales correspondientes. Por ejemplo, en el Reino Unido, a pesar de que dichas empresas están reguladas por la Autoridad de Conducta Financiera (FCA), no todos ellos caen bajo el escrutinio.
Algunas de las agencias reguladoras son: la Australian Securities and Investments Commission (ASIC), Financial Transactions and Reports Analysis Centre of Canada (FINTRAC), el Hong Kong Customs and Excise Department in China y la Financial Conduct Authority (FCA), en el Reino Unido.

## Transferencia internacional
La mayoría de las transferencias internacionales se ejecutan a través de SWIFT, una sociedad cooperativa fundada en 1974 por siete bancos internacionales, que operan una red global para facilitar la transferencia de mensajes financieros. Usando estos mensajes, los bancos pueden intercambiar datos para la transferencia de fondos entre instituciones financieras. Las sedes de SWIFT están en La Hulpe, en las afueras de Bruselas, Bélgica. La sociedad también actúa como un organismo de normalización internacional sancionada por las Naciones Unidas para la creación y el mantenimiento de los estándares de mensajería financiera. Ver Normas de SWIFT.
A cada institución financiera se le asigna un código ISO 9362, también llamado código de identificación bancaria (BIC) o código SWIFT. Estos códigos son generalmente ocho caracteres de longitud. Por ejemplo, Deutsche Bank es un banco internacional con sede en Fráncfort, Alemania, le corresponde el código SWIFT que le pertenece es DEUTDEFF:
- DEUT identifica el Deutsche Bank.
- DE es el código de país de Alemania.
- FF es el código de Fráncfort.

El uso de un código extendido de 11 dígitos (si el banco receptor ha asignado códigos extendidos a las sucursales o de las áreas de procesamiento) permite que el pago se dirija a una oficina específica. Por ejemplo: "DEUTDEFF500" dirigiría el pago a una oficina de Deutsche Bank en Bad Homburg. SWIFT se desvía ligeramente de la norma, el ID del terminal lógico en la posición 9 siempre estará presente en la cabecera del mensaje para identificar una conexión de canal lógico SWIFT, y esto hace que sus códigos se extiendan a 12 dígitos de longitud.
Los bancos europeos que hacen las transferencias dentro de la Unión Europea y Suiza también utilizan el número internacional de cuenta bancaria, o IBAN.

### Datos necesarios
Ya sea que la transferencia se ordene presencialmente (en ventanilla) o usando la interfaz en línea de un banco, se deberá proveer de varios datos para poder completarla. Para ello, el banco provee a sus clientes de un formulario preestablecido, ya sea físico o en línea.[cita requerida]
Se requieren los datos siguientes:

#### Beneficiario
El nombre de la persona beneficiaria tal y como ella está registrada en el banco receptor. Es posible que los bancos intermediarios no abonen el dinero transferido si los nombres no coinciden plenamente. 

#### Domicilio del beneficiario
Completa, incluida la zona postal o el código postal.
Por ejemplo:
- Incorrecto: Miracielos, Llanes, Asturias.
- Correcto: Playa de Miracielos # 63, Barro 33595 Llanes, Asturias, España.

#### Tipo de cuenta
Se debe indicar si la cuenta beneficiaria es de ahorros o una cuenta corriente. Muchas interfaces bancarias exigen llenar esta información.

#### Número de cuenta o IBAN
La cuenta bancaria del beneficiario debe identificarse mediante su número o, en su defecto, su IBAN respectivo.

#### Divisa
Es decir, la divisa que se envía, no necesariamente la que el beneficiario recibe. Hay casos (Colombia, por ejemplo) donde las cuentas bancarias solo están denominadas en moneda local. En este caso, el beneficiario recibirá pesos colombianos (COP) aunque se envíe una divisa dura como el dólar estadounidense o el euro.

#### Nombre del banco beneficiario
El nombre completo del banco que recibirá los fondos.

#### Código bancario
El BIC o Código SWIFT que identifican al banco beneficiario.

#### Dirección del banco beneficiario
La dirección de la sede central del banco cuyo código SWIFT o BIC se está aportando en la solicitud. 

#### Razón del envío
Una descripción del porqué del envío. Así, si está pagando la compra de mercadería, debe colocarse una descripción acompañada con datos como número de contrato o de factura de lo que se está comprando.

### La banca intermediaria o corresponsal
Banca corresponsal es la relación en la que participan un banco pequeño y uno grande, por medio de la cual, el banco grande provee al pequeño de una serie de servicios financieros tales como depósitos, intermediación, préstamos, etcétera Desde el punto de vista de las transferencias internacionales, generalmente la relación se establece cuando un banco doméstico localizado en algún país o jurisdicción abre una cuenta con un banco grande en algún centro financiero mundial con el fin de recibir fondos, hacer pagos a nombre de sus clientes o realizar alguna transacción financiera con otros entes internacionales, actividades que no podría realizar de por sí al no tener una relación con las contrapartes. Mediante el banco intermediario o corresponsal, los bancos domésticos pueden hacer negocios y proveer de servicios a sus clientes a escala mundial sin necesidad de una presencia física en todo el mundo.
Si el particular 1 residente en el país A y con cuenta bancaria en el banco ẀẀẀ desea enviar € 2,000 a la empresa 2 que tiene cuenta en el banco ẊẊẊ en el país B, acudirá a su banco ẀẀẀ y podrá pagar en su moneda local tanto la cantidad a enviar como los costes de la transferencia. El banco ẀẀẀ pedirá a su banco intermediario ẞẞẞ en Franckfurt, que concrete la operación descontando el importe de la cuenta que ẀẀẀ tiene en ẞẞẞ. ẞẞẞ, a su vez, abonará la cantidad en cuestión a la cuenta del banco ẊẊẊ con instrucciones de pago para la empresa 2. Si ẊẊẊ no mantiene cuenta en ẞẞẞ, ẞẞẞ deberá acreditar la cantidad a la cuenta bancaria de un segundo banco intermediario, ẟẟẟ con quien mantiene cuentas recíprocas, y en el cual ẊẊẊ sí mantiene cuenta.
Los bancos intermediarios generalmente descuentan sus tarifas de intermediación directamente de la cantidad que se envía.
Así pues, a falta de una cámara de compensación mundial, la función desempeñada por los bancos intermediarios es vital para el movimiento global de fondos al proveer a sus clientes, los bancos locales en los diferentes países, los servicios de concreción de transferencias bancarias, aceptación de depósitos en sus nombres, servirles como agentes de transferencia y de coordinación de documentación.

### Costo de una transferencia internacional

#### Componentes
El costo de una transferencia internacional está compuesto generalmente de tres componentes: lo que cobra el banco que inicia la transferencia, la tarifa del banco o bancos intermediarios y lo que cobra el banco beneficiario de los fondos.

#### Modalidades de cargo de las tarifas
Generalmente son tres: OUR, SHA o BEN, según quien paga dichos cargos: el que envía, compartida o el beneficiario, respectivamente. La opción debe registrarla la persona que ordena la transferencia, si su banco ofrece esa alternativa. Dicha opción queda asentada en la etiqueta 71A, “Detalles de los cargos (OUR/SHA/BEN)” en el mensaje de pago SWIFT MT103 usado por los bancos para gestionar las transferencias internacionales.
No todos los bancos ponen a la disposición de sus clientes estas opciones, y algunos solo ofrecen OUR y BEN o OUR y SHA.

### Prácticas en algunos países

#### Bolivia
En Bolivia los bancos permiten las transferencias electrónicas internacionales desde sus propias páginas web y desde las agencias por una ganancia por el monto de la transacción.

#### Estados Unidos
Los bancos en los Estados Unidos utilizan SWIFT para enviar mensajes para notificar a los bancos en otros países que el pago ha sido realizado. Los bancos utilizan los sistemas CHIPS o Fedwire para efectuar el pago actualmente. Las transferencias nacionales de banco a banco se llevan a cabo a través del sistema Fedwire, que utiliza el Sistema de Reserva Federal y su asignación de número de tránsito bancario, que identifican de forma única cada banco.

#### Perú
En Perú, los bancos permiten iniciar transferencias electrónicas internacionales desde sus propias páginas web, a través de una interfaz dedicada, y desde las agencias (por taquilla). Algunos de los bancos que permiten iniciar en línea estas operaciones son el Banco de Crédito del Perú Interbank y Scotiabank Perú, entre otros.

#### Uruguay
El Banco Central del Uruguay reconoce como medios de pago, entre otros: la transferencia electrónica, tarjeta de crédito, tarjeta de débito, tarjeta prepago, pago a través del uso del teléfono celular.
La Ley 19.210 de mayo de 2014, en su artículo primero señala a las transferencias electrónicas de fondos como medios de pago electrónico. Esto es relevante dado que, a partir de la sanción de dicha ley, en Uruguay, existen determinadas transacciones que se deben realizar por medio del pago electrónico como lo son las transferencias electrónicas de fondos. Alguna de esas transacciones son:
- Pago de las remuneraciones y toda otra partida en dinero que tengan derecho a percibir los trabajadores en relación de dependencia, sean dependientes de la actividad privada o la función pública.
- Pagos de honorarios de profesionales no dependientes.
- Pago de jubilaciones, pensiones o retiros.
- Pago de beneficios sociales, asignaciones familiares, complementos salariales, subsidios, indemnizaciones temporarias y rentas por incapacidades permanentes.
- Pagos de cualquier operación de enajenación tenga como importe total igual o superior al equivalente a 40.000 UI (unidades indexadas), que en mayo de 2015 asciende a U$S4530.
- Pagos de arrendamientos cuyo importe anual ascienda a 40 BPC (bases de prestaciones y contribuciones), que ascienden en mayo 2015 a U$S 4505.[cita requerida]

## Transferencia bancaria electrónica
Para facilitar los pagos entre bancos, se suelen utilizar códigos de identificación bancaria nacionales e internacionales. El de mayor utilización internacional es el SWIFT, aunque actualmente se utilice cada vez más el IBAN promulgado por el Comité Europeo de Estándares Bancarios.
Los procedimientos que los bancos utilizan para llevar a cabo las transferencias cuyo destino está en otro banco son muy diversos, dependiendo de si el banco de destino está o no en el mismo país y de la moneda en la que está expresado el importe.

### Transferencia electrónica de fondos
Cuando la transferencia bancaria o giro bancario se verifica a través de medios electrónicos, en todo su proceso o algunas partes del mismo, se habla de un sistema de transferencia electrónica de fondos (EFTS). Este sistema se usa cuando se proporciona un número de cuenta bancaria y la información de enrutamiento a alguien que se debe dinero, y que las partes interesadas transfieren el dinero de una cuenta a otra. También es el sistema utilizado en algunos de los pagos realizados a través del servicio de pago de facturas en línea de un banco. Las transferencias EFTS difieren de las transferencias electrónicas en formas legales importantes. Un pago EFTS es esencialmente un cheque personal electrónico, mientras que una transferencia bancaria es más como un cheque de un cajero electrónico.
En los Estados Unidos, las transferencias EFTS a menudo se denominan transferencias ACH porque tienen lugar a través de la Automated Clearing House o Cámara de Compensación Automatizada.
 La parte que difieren las transferencias ACH de las transferencias bancarias es que el destinatario puede iniciarlo. Hay restricciones de curso, pero esta es la manera en que la gente a menudo efectúan el pago automático de facturas, por ejemplo a empresas de servicios públicos.

## Medios por los cuales se realiza
Las transferencias de fondos se pueden realizar por los siguientes medios:
- Cajeros automáticos, permiten realizar casi todas las operaciones bancarias, tales como retirar o depositar en una cuenta del banco al cual pertenece el ATM o de otro banco en el caso de una red de cajeros automáticos, transferir dinero de una cuenta a otra, del mismo propietario de la cuenta o de un tercero, del mismo banco u otro.

- Terminal punto de venta o TPV, son instalados por un banco o institución de intermediación financiera en comercios y permite realizar compras mediante débito automático en las cuentas de sus clientes o acreditar en las cuentas de la institución de intermediación financiera. Esto se realiza a través de tarjetas magnéticas y tarjetas inteligentes.
- Banca en línea, permite efectuar transferencias de fondos desde el domicilio, a través de una página web desde un computador personal o incluso por televisión por cable. Permite además realizar consultas, ordenar pagos de servicios a terceros, cancelar créditos, etc.
- A través del uso del teléfono celular: A través de una tarjeta prepaga, se carga en los teléfonos celulares la cantidad de dinero que se quiera y luego se puede comprar todo tipo de bienes y servicios a través de este medio de pago. A través del envío de mensajes de texto se puede: pagar el estacionamiento, los taxis, hacer recargas del propio celular, etc.
- ACH o Cámara de Compensación Automatizada (por sus siglas en inglés)[28] es un tipo de red de transferencia electrónica de fondos que se utiliza en los Estados Unidos. Similar a la de SWIFT en Europa, la ACH ofrece compensación interbancaria de las transacciones de crédito y débito. La red electrónica ACH ayuda a los bancos e instituciones financieras a intercambiar información entre sí. Liquidación bancaria automática, consiste en el procesamiento de transacciones en cuentas de depósito a la vista, por medios electrónicos, sin la utilización de cheques.
- Conexión automática entre bancos.